# Celliers de Rogljevo
Les celliers de Rogljevo (en serbe cyrillique : Рогљевске пивнице ; en serbe latin : Rogljevske pivnice) sont des celliers situés sur le territoire du village de Rogljevo, près de Negotin, en Serbie. Ils sont inscrits sur la liste des entités spatiales historico-culturelles d'importance exceptionnelle de la République de Serbie. Ces celliers, en même temps que ceux de Rajac et de Štubik ont été présentés pour une inscription au patrimoine mondial de l'UNESCO.

## Présentation
Rogljevo fait partie de la municipalité de Negotin, à proximité du village de Rajac, dans une région viticole. Sur une colline située à l'ouest du village se trouve un ensemble d'environ 150 celliers, dont la plupart ont été construits au XIXe siècle ; l'un de ces celliers date de 1863, ainsi qu'en atteste une inscription figurant sur l'édifice mais d'autres inscriptions sont devenues illisibles et il est probable que certains d'entre eux remontent au XVIIIe siècle, comme c'est le cas dans d'autres villages de la Negotinska krajina.
Les celliers de Rogljevo sont regroupés de façon à former un véritable village. Comme ceux de Rajac et de Smedovac, consacrés à la fabrication et au stockage du vin, les plus récents sont construits en pierres ; les plus anciens, datant sans doute de la première moitié du XIXe siècle, ont un soubassement en pierre et un ou deux étages en bois enduits d'un mélange de boue et de paille ; le toit est recouvert de tuiles. Les plus récents, de plan rectangulaire, sont principalement construits en grès et dotés de portails imposants.
De nombreux celliers ont été détruits dans des incendies ou bien ont été détériorés faute d'entretien, surtout après la Seconde Guerre mondiale. Aujourd'hui, 40 d'entre eux sont encore utilisés pour la fabrication du vin et 8 autres sont devenus des kafanas (tavernes) ou des espaces d'exposition.